# 제이 인즐리
제이 인즐리(영어: Jay Inslee, 1951년 2월 9일 ~ )는 미국 민주당 소속의 정치인, 변호사으로, 제23대 워싱턴 주지사이다.
1989년부터 1993년까지 워싱턴주 하원의원, 1993년부터 1995년, 그리고 1999년부터 2012년까지 미국 하원의원을 지냈다. 2012년 워싱턴주 주지사 선거에서 당선되었으며, 이후 2016년, 2020년 선거에서도 승리하였다.

## 역대 선거 결과
| 선거명      | 직책명                       | 대수  | 정당   | 득표율 | 득표수      | 결과 | 당락                   |
| ----------- | ---------------------------- | ----- | ------ | ------ | ----------- | ---- | ---------------------- |
| 1988년 선거 | 하원의원 (워싱턴 제14선거구) | 50대  | 민주당 | 51.64% | 17,114표    | 1위  | 워싱턴 주의원 당선     |
| 1990년 선거 | 하원의원 (워싱턴 제14선거구) | 51대  | 민주당 | 61.82% | 16,395표    | 1위  | 워싱턴 주의원 당선     |
| 1992년 선거 | 하원의원 (워싱턴 제4선거구)  | 103대 | 민주당 | 50.84% | 106,556표   | 1위  | 워싱턴주 하원의원 당선 |
| 1994년 선거 | 하원의원 (워싱턴 제4선거구)  | 104대 | 민주당 | 46.66% | 81,198표    | 2위  | 낙선                   |
| 1998년 선거 | 하원의원 (워싱턴 제1선거구)  | 106대 | 민주당 | 49.78% | 112,726표   | 1위  | 워싱턴주 하원의원 당선 |
| 2000년 선거 | 하원의원 (워싱턴 제1선거구)  | 107대 | 민주당 | 54.55% | 155,820표   | 1위  | 워싱턴주 하원의원 당선 |
| 2002년 선거 | 하원의원 (워싱턴 제1선거구)  | 108대 | 민주당 | 55.64% | 114,087표   | 1위  | 워싱턴주 하원의원 당선 |
| 2004년 선거 | 하원의원 (워싱턴 제1선거구)  | 109대 | 민주당 | 62.21% | 147,639표   | 1위  | 워싱턴주 하원의원 당선 |
| 2006년 선거 | 하원의원 (워싱턴 제1선거구)  | 110대 | 민주당 | 67.72% | 163,832표   | 1위  | 워싱턴주 하원의원 당선 |
| 2008년 선거 | 하원의원 (워싱턴 제1선거구)  | 111대 | 민주당 | 67.76% | 233,780표   | 1위  | 워싱턴주 하원의원 당선 |
| 2010년 선거 | 하원의원 (워싱턴 제1선거구)  | 112대 | 민주당 | 57.67% | 172,642표   | 1위  | 워싱턴주 하원의원 당선 |
| 2012년 선거 | 워싱턴 주지사                | 23대  | 민주당 | 51.54% | 1,582,802표 | 1위  | 워싱턴 주지사 당선     |
| 2016년 선거 | 워싱턴 주지사                | 23대  | 민주당 | 54.39% | 1,760,520표 | 1위  | 워싱턴 주지사 당선     |
| 2020년 선거 | 워싱턴 주지사                | 23대  | 민주당 | 58.63% | 2,066,870표 | 1위  | 워싱턴 주지사 당선     |